# Eder Villavicencio
Eder Villavicencio (Perú, 22 de mayo de 1985) es un exfutbolista peruano. Jugaba de defensa y tiene 39 años. 

## Trayectoria
Debutó con Universitario en el 2003 en un partido con Deportivo wanka, cuando los futbolistas habían decidido hacer una huelga debutó con el técnico de reserva Javier Chirinos.
A finales de 2006 salvó la categoría con el Sport Áncash con jugadores como Javier Pereyra, Natalio Portillo y Óscar Vílchez.
Fue parte del plantel que alcanzó un cupo a la Copa Sudamericana 2008 con el Sport Áncash tras quedar 3.° en el acumulado fue compañero del segundo máximo artillero del torneo peruano de ese año Richar Estigarribia.
En 2008 salvó la categoría en un partido extra entre Juan Aurich y Atlético Minero.

## Clubes
| Club                   | País | Año       |
| ---------------------- | ---- | --------- |
| Universitario          | Perú | 2003-2005 |
| Coronel Bolognesi FC   | Perú | 2006      |
| Sport Áncash           | Perú | 2006-2007 |
| Juan Aurich            | Perú | 2008      |
| Deportivo Municipal    | Perú | 2009      |
| Universidad San Marcos | Perú | 2010      |
| José María Arguedas    | Perú | 2011      |
| Unión Fuerza Minera    | Perú | 2013-2014 |
| Deportivo La Colina    | Perú | 2015      |
| Unión Tarapoto         | Perú | 2016      |